# Commodore 1351
El Commodore 1351 es un mouse de computadora fabricado por Commodore en 1986, que se puede conectar directamente al puerto de control de 9 pines de un Commodore 64 o 128. 
El Commodore 1351 es similar en apariencia al mouse suministrado con las computadoras Commodore Amiga de la época, pero los dos no son compatibles entre sí. (Una forma rápida de identificar es mirar el enchufe. El mouse Amiga tiene un conector más delgado que se parece a los conectores de joystick normales). En su modo predeterminado, es un verdadero mouse proporcional, pero al mantener presionado el botón derecho del mouse al encender la máquina, se puede hacer que emule a su predecesor, el 1350 (que físicamente un mouse actúa eléctricamente como un joystick).
El 1351 utiliza el chip convertidor analógico a digital SID, por lo que solo es compatible con el C64/C128 y no funcionará en el VIC-20 a pesar de usar el mismo conector de 9 pines. Un mouse Amiga, aunque eléctricamente compatible con el C64, usa los registros de paleta y será mucho más intensivo en la lectura de la CPU que el 1351. Algunos programas como Interpaint admiten ratones Amiga. 
El mouse se distribuyó con un manual del usuario que contenía instrucciones de mantenimiento, pinouts y programas de lenguaje de máquina y BASIC de muestra para el Commodore 64 y 128. También se incluyó un disquete que contenía herramientas de diagnóstico, demostraciones, controladores y una actualización para el sistema operativo GEOS.
El primer mouse lanzado para el C64 fue el NEOS Mouse en 1985, sin embargo, fue reemplazado rápidamente cuando Commodore introdujo su propio mouse al año siguiente. Un puñado de programas de dibujo, GEOS y el puerto C64 de Arkanoid pueden usar el mouse NEOS. 

## Recepción
El 1351 fue revisado favorablemente por The Transactor, que elogió el diseño ergonómico y la retroalimentación táctil de la unidad y la calidad de la documentación que lo acompaña. El revisor señaló que, al momento de escribir esto, muy poco software comercial era compatible con el 1351 en modo proporcional, pero sugirió que el mouse sería beneficioso en el modo joystick en programas de dibujo, editores de fuentes y sprites, y ciertos tipos de juegos.
El software que puede usar un mouse 1351 incluye GEOS, Faery Tale Adventure, Operation Wolf y una variedad de aplicaciones de dibujo. 